# 그로베-라바디에 박물관

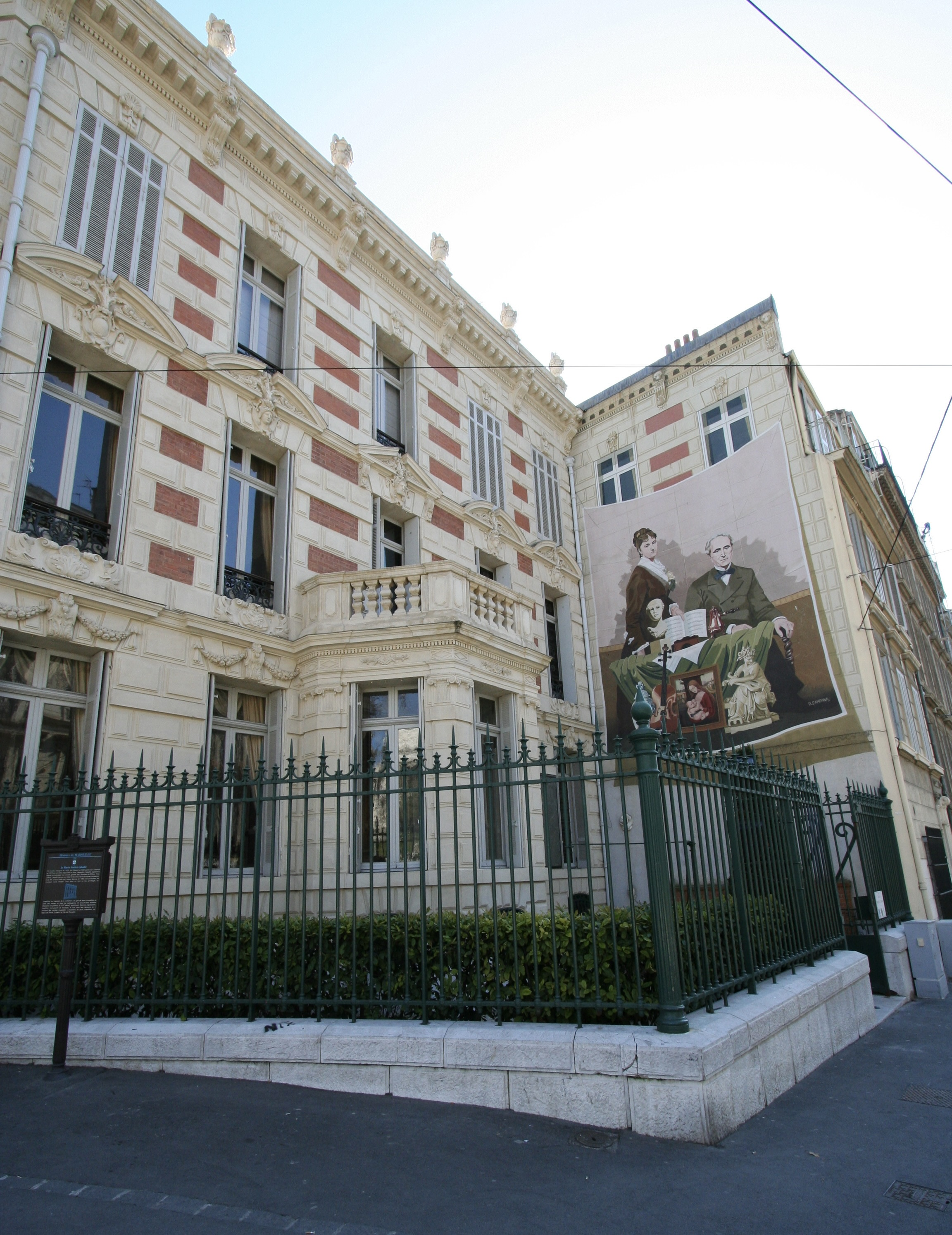
그로베 라바디에 박물관 전경

그로베-라바디에 박물관(프랑스어: Musée Grobet-Labadié)은 프랑스 마르세유에 있는 박물관으로, 19세기 마르세유의 부유한 가문이 소장한 수집품들을 보관한 오텔 파르티퀼리에가 기원이다.
1919년 마르세유의 사업가이자 정치인인 알렉상드르 라바디에의 딸인 마리 그로베는 자신의 가문에 소장한 수집 미술품과 특별한 저택 별실을 마르세유 시에 기증하면서 규모가 늘어났다.
1925년 11월 3일 시장 시메옹 플레시에의 주도로 오텔 파르티퀼리에를 박물관으로 개관했으며 1926년 1월에 대중에 개방되었다. 2003년에는 “프랑스의 박물관”(Musée de France) 라벨을 획득했으며 2022년 6월 15일자로 역사 기념물로 등재되었다.